# Olho d'Água (Paraíba)
Olho D´água is een gemeente in de Braziliaanse deelstaat Paraíba. De gemeente telt 7.642 inwoners (schatting 2009).